# Jinsha (Kinmen)
Jinsha (chinesisch 金沙鎮, Pinyin Jīnshā zhèn, Min Nan: Kim-soa-tìn) ist eine Stadtgemeinde des Landkreises Kinmen in der Republik China (Taiwan).

## Lage und Beschreibung

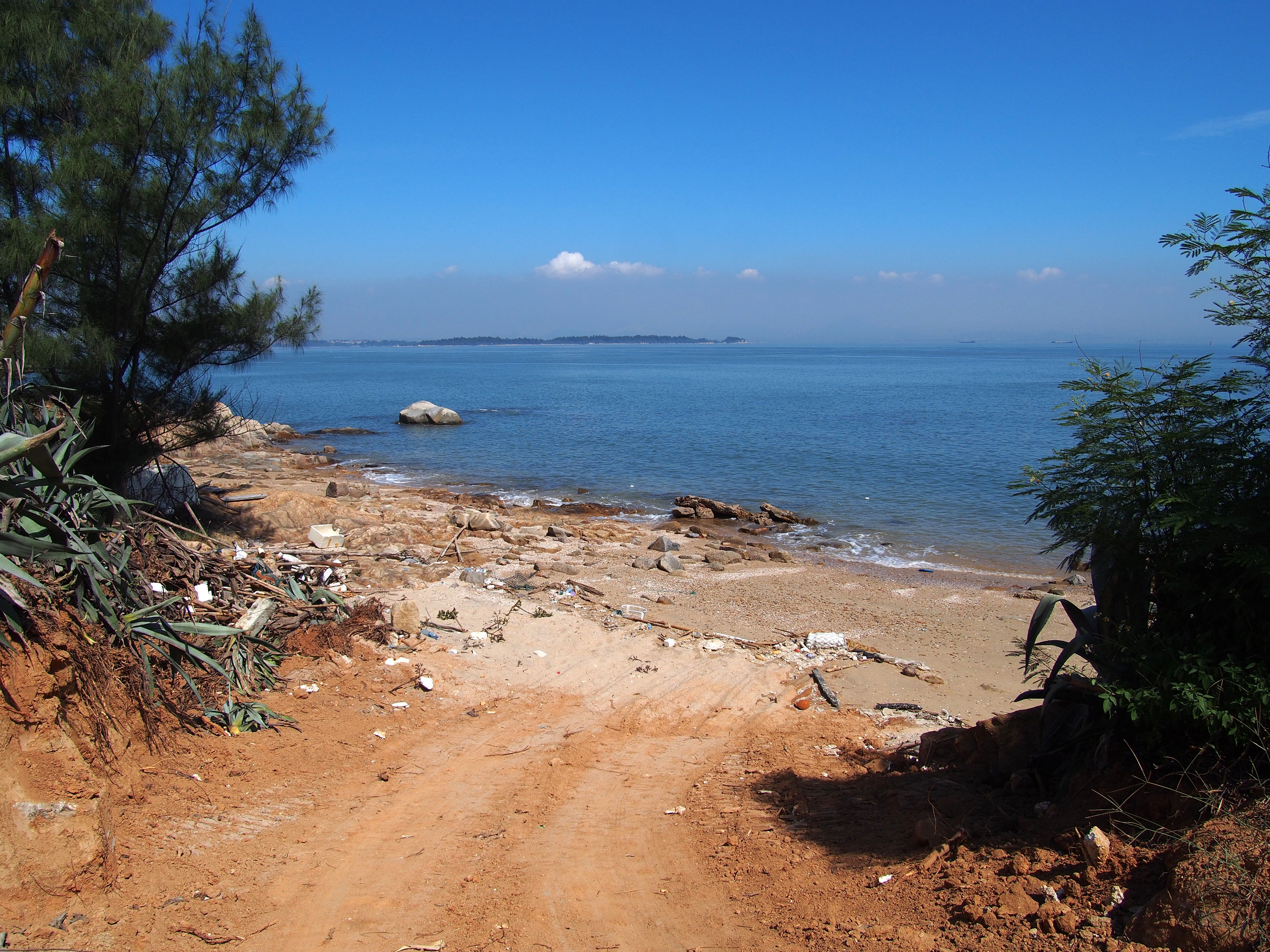
Küste bei Fengsui

Die Gemeinde Jinsha umfasst den Nordosten der Insel (Groß-)Kinmen am westlichen Rand der Taiwanstraße vor der Küste der chinesischen Hafenstadt Xiamen. Das Gebiet Jinshas hat ungefähr die Form eines Dreiecks, das im Westen und Osten vom Meer umgeben ist und im Süden an die Nachbargemeinde Jinhu grenzt. Die Nordspitze Jinshas ist bei Ebbe 1,8 km von der durch China kontrollierten Insel Jiaoyu (角嶼) entfernt und damit der Punkt Kinmens, der der Volksrepublik am nächsten liegt.
Jinhu verzeichnete zu Beginn des 21. Jahrhunderts ein erhebliches Bevölkerungswachstum, während dessen sich die Einwohnerzahl zwischen 2001 (etwa 9500) und 2021 (fast 21.000) ungefähr verdoppelte.
In Jinhu gibt es zwei Stauseen, die der Trinkwasserversorgung Kinmens dienen.
Die private Ming-Chuan-Universität mit Sitz in Taipeh unterhält in Jinsha einen Teilcampus.

## Geschichte

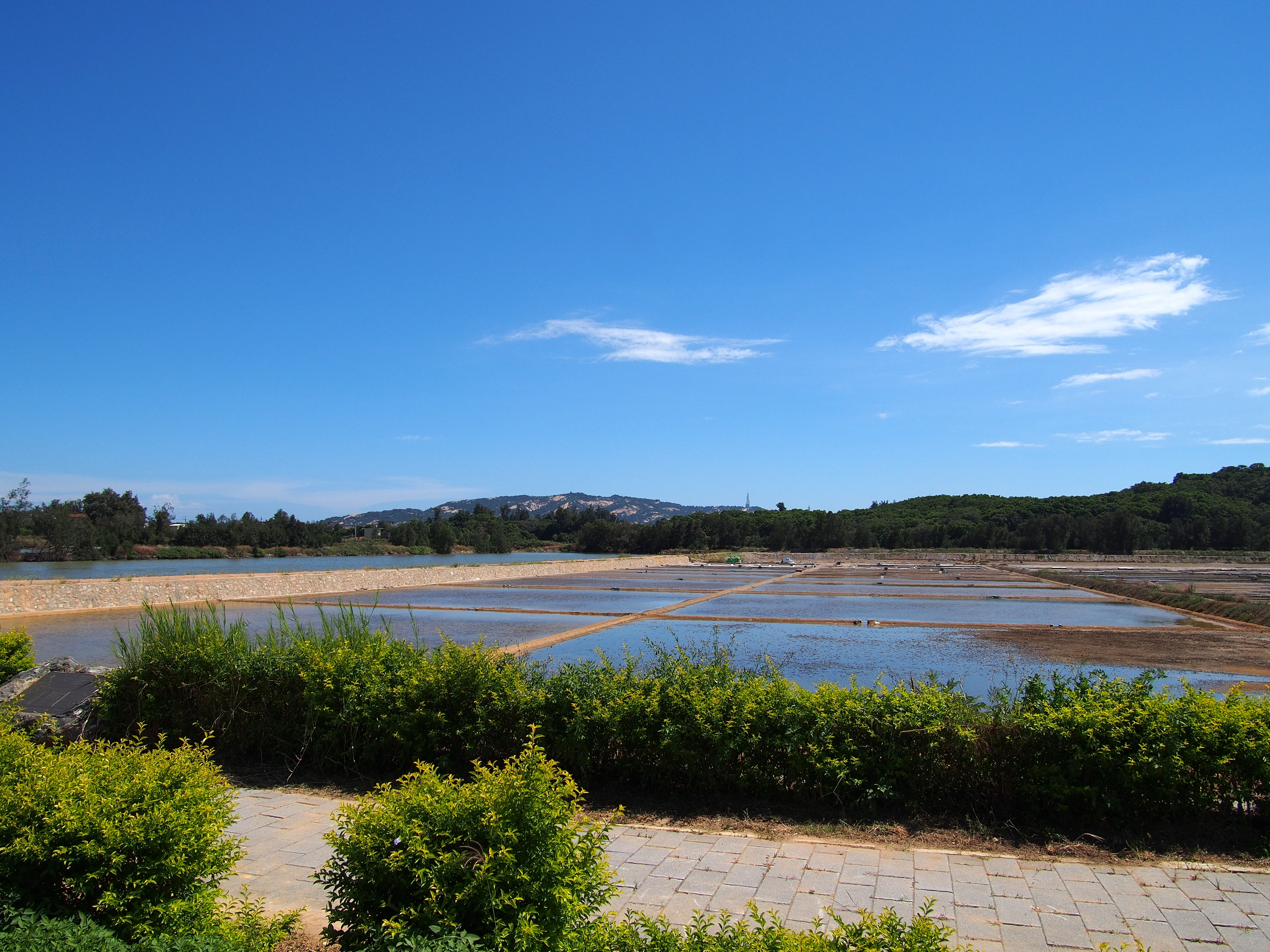
Meerwassersaline

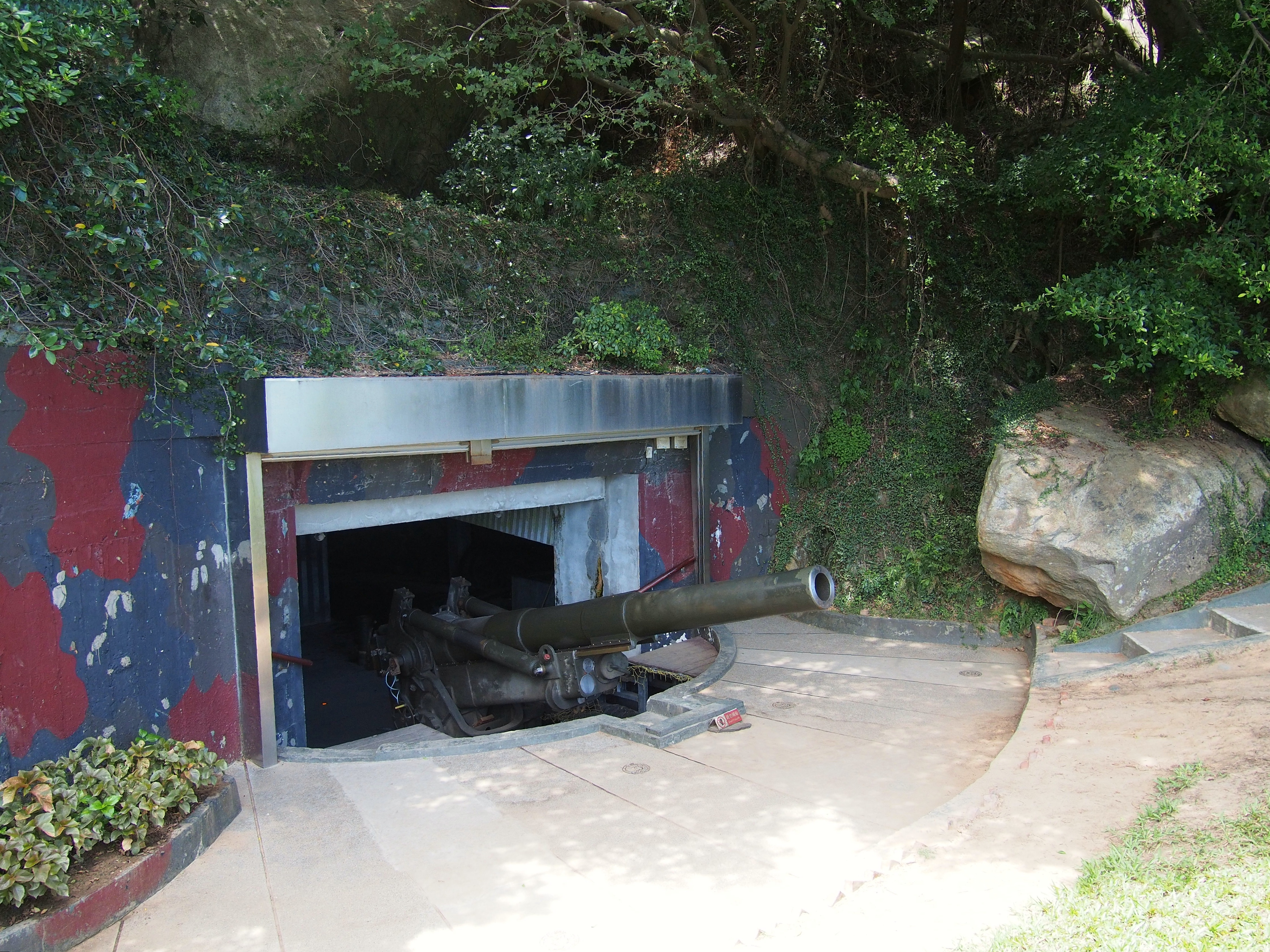
Alte Artilleriestellung in Shishan

Wie ganz Kinmen war auch Jinsha bereits in prähistorischer Zeit von Menschen bewohnt. Erste schriftliche Erwähnungen stammen aus dem 13. Jahrhundert.
Die Ortsbezeichnung rührt vom Fluss Jinsha (金沙溪) her, der seinerseits so heißt, weil einst an seiner Mündung Goldsand (jinsha) gefunden worden sein soll.
Mangels eines geeigneten Hafens spielten Fischerei und Handel im Gegensatz zu anderen Gebieten Kinmens eine eher untergeordnete Rolle und die Bewohner Jinshas betrieben Landwirtschaft und Salzgewinnung aus Meerwassersalinen.
Nach dem Ende des Chinesischen Bürgerkriegs lag Kinmen an der Frontlinie zwischen Volksrepublik und Republik China. Von 1949 bis 1992 stand die Insel unter Kriegsrecht und Militärverwaltung. Bei Mashan an der Nordspitze Jinshas kam es am 27. Juni 1984 zu einem einstündigen Feuergefecht, dem bislang letzten bewaffneten Zusammenstoß zwischen beiden Seiten. 

## Verkehr und Wirtschaft
Jinsha ist an das Straßennetz Kinmens angebunden, in dem der Öffentliche Nahverkehr mit Buslinien unterhalten wird. Trotz seiner langen Küsten und vielen Buchten verfügt die Gemeinde aufgrund von Riffen und Untiefen in seinen Gewässern über keinen bedeutenden Hafen.
Der bedeutendste Wirtschaftszweig Jinshas ist heute der Tourismus. Daneben gibt es traditionelle Landwirtschaft, in der vor allem Reis, Erdnüsse, Mais, Kaki und Litschi angebaut werden.

## Kultur und Sehenswürdigkeiten

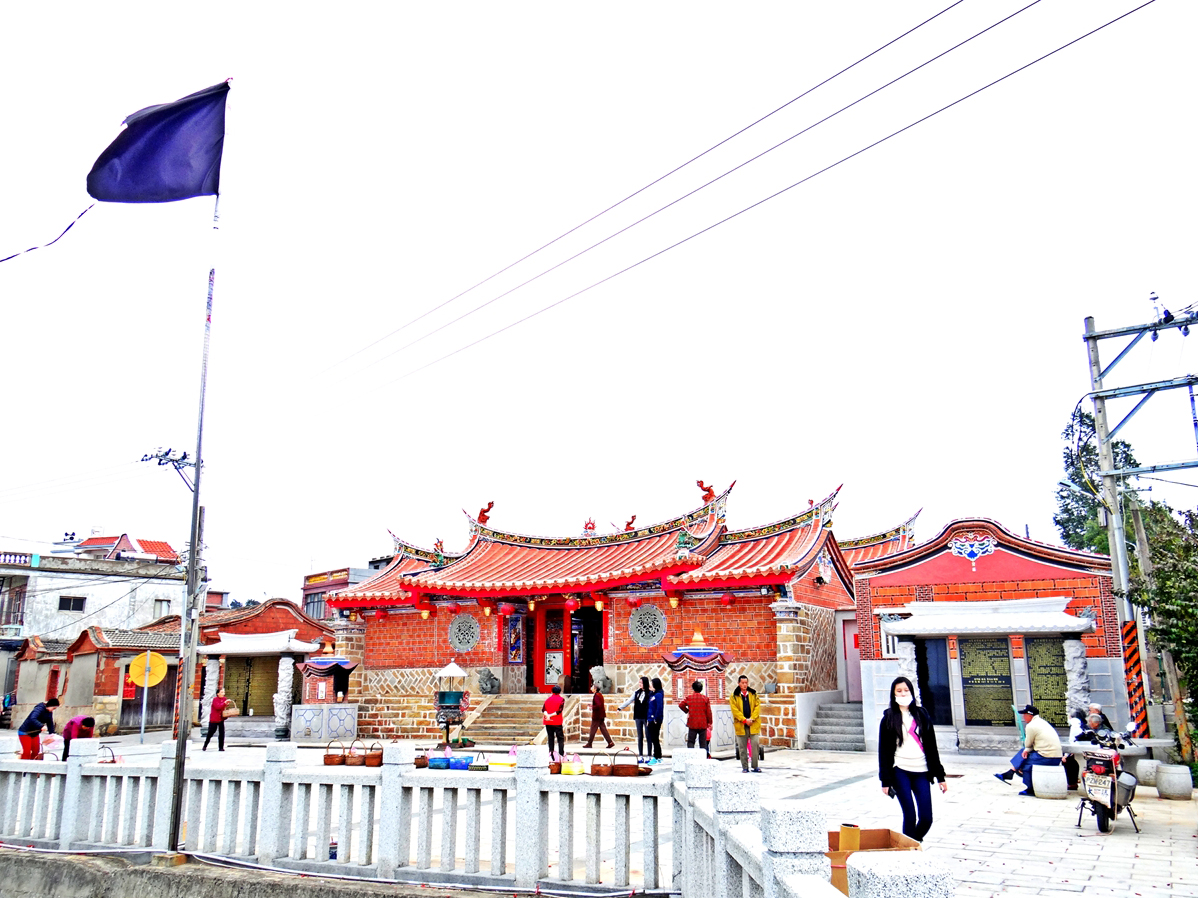
Der Longfeng Gong

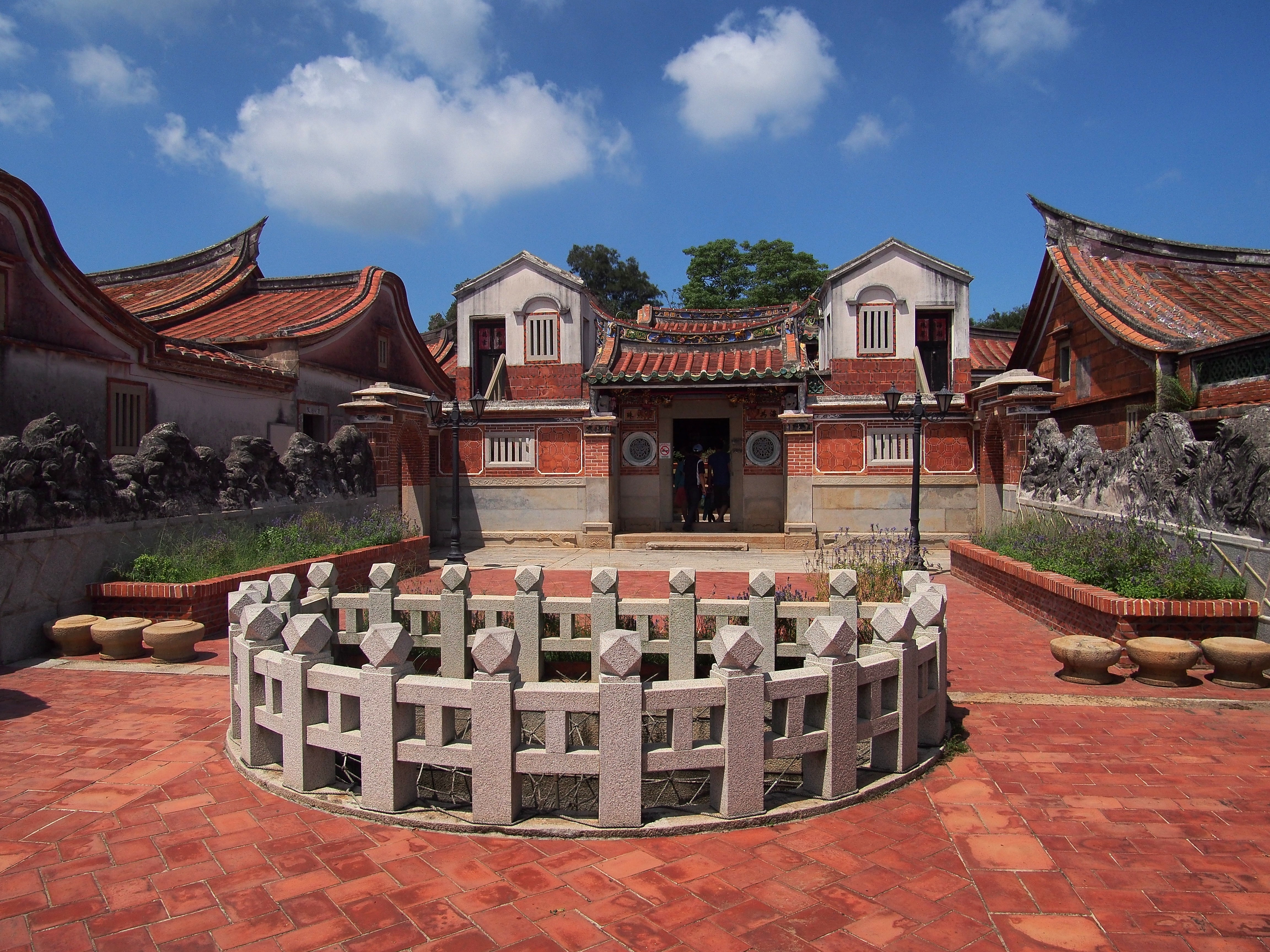
Das Kinmen Folk Culture Village

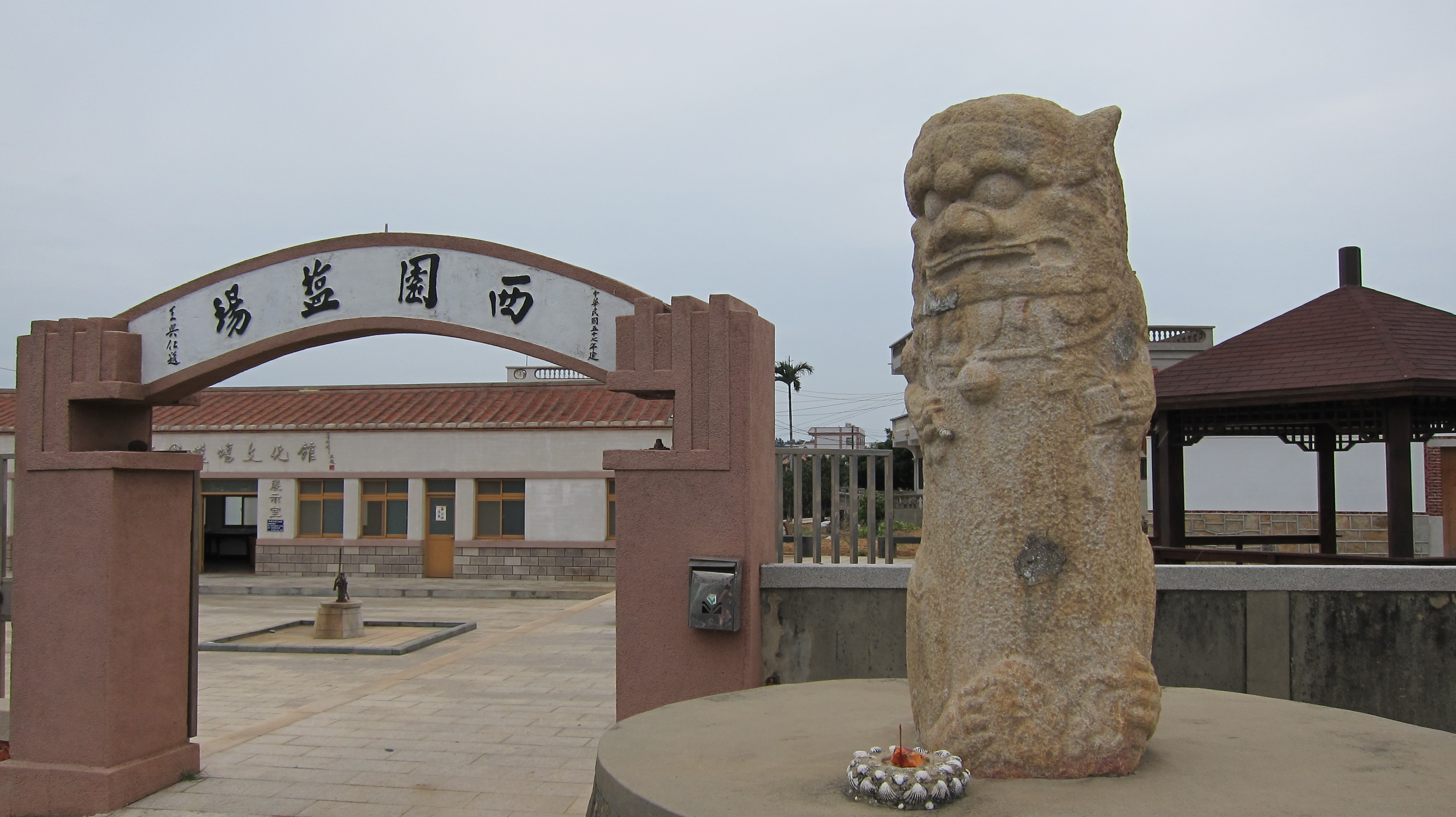
Windlöwe am Eingang der Meerwassersaline Xiyuan

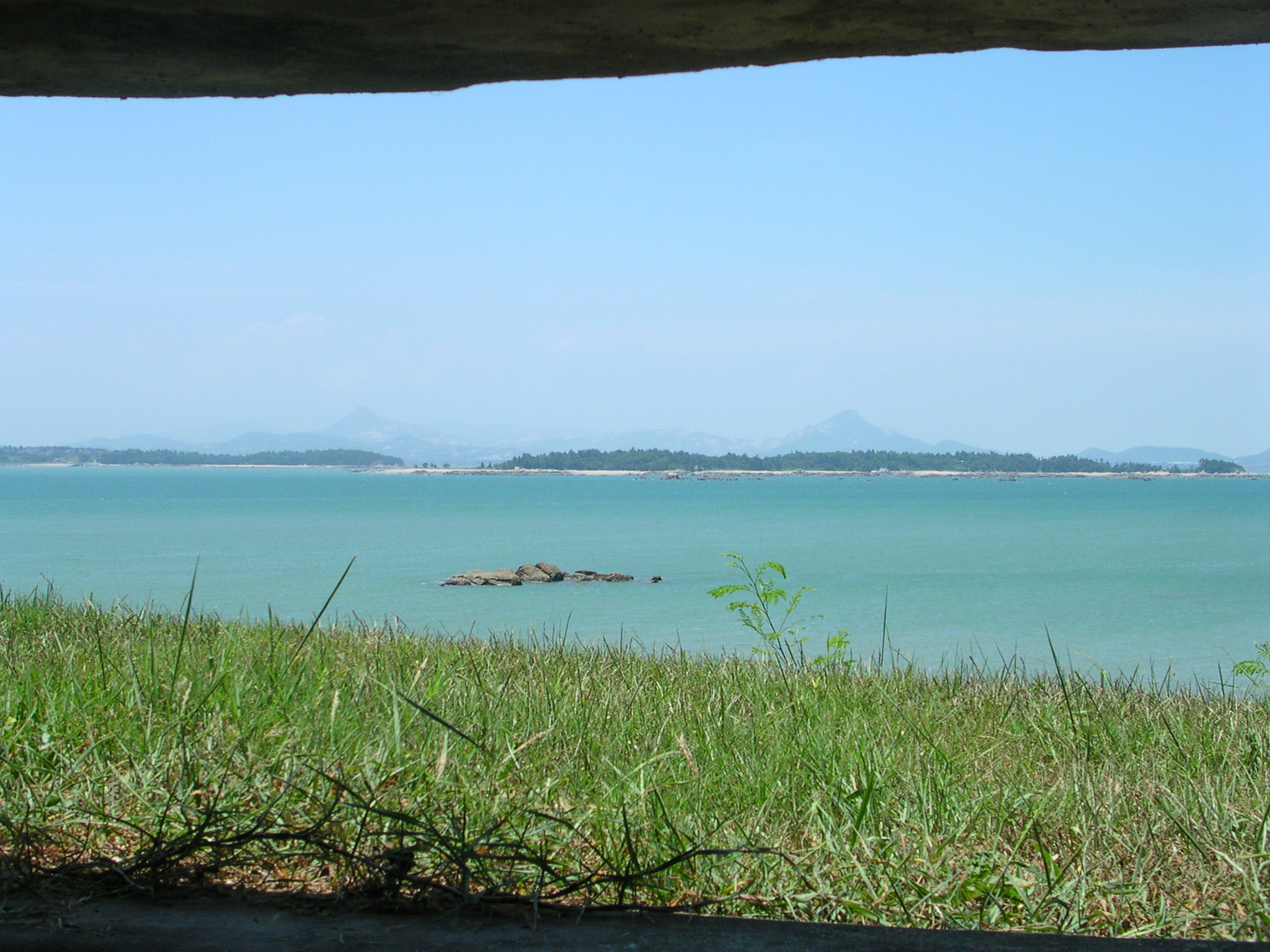
Blick auf die Insel Jiaoyu

Im Ortsteil Guan’ao steht einer der ältesten Mazu-Tempel Kinmens, der Longfeng Gong (龍鳳宮) aus dem Jahr 1611.
In der Siedlung Shanhou an der Ostküste von Jinsha liegt das Kinmen Folk Culture Village (金門民俗文化村 Jinmen Minsu Wenhua Cun), das 18 traditionelle Gebäude umfasst und seit 1995 Teil des Kinmen-Nationalparks ist. Insgesamt gehören 643,2 ha des Gemeindegebiets zum Nationalpark (Stand 2012).
An der Nordspitze Jinshas befindet sich die Mashan-Beobachtungsstation (馬山觀測站 Mashan Guancezhan), von der aus man einen Blick auf die bei Ebbe 1,8 km entfernte von China kontrollierte Insel Jiaoyu (角嶼) hat. Es ist der Punkt, an dem Kinmen der Volksrepublik am nächsten liegt. Die Station wurde außer zur Beobachtung auch zur Ausstrahlung von gegen China gerichteten Propagandasendungen genutzt.
An verschiedenen Stellen der Gemeinde stehen säulenförmige steinerne Windlöwen (風獅爺 Fengshiye), traditionelle Glücksbringer und gute Geister Kinmens.